# Cronicile vampirilor
Cronicile Vampirilor este o serie de zece cărți, scrise de autoarea americană Anne Rice. Această serie îl are ca personaj central pe Lestat de Lioncourt, un tânăr nobil francez din secolul XVII, secol în care a primit și "Darul Întunecat", adică a fost transformat in vampir. Cronicile au avut un succes răsunător în anii 1970, după publicarea primului volum. Lestat apare in special in primele cinci cărți, următoarele descriind alte personaje relaționate cu acesta: Diavolul Memnoch, Vampirul Armand, etc.

## Cărțile seriei
- Interviu cu un vampir (1976)
- Vampirul Lestat (1985)
- Regina damnaților (1988)
- Povestea hoțului de trupuri (1992)
- Diavolul Memnoch (1995)
- Vampirul Armand (1998)
- Merrick (2000)
- Blood and Gold (2001)
- Blackwood Farm (2002)
- Blood Canticle (2003)

Creația lui Rice in materie de vampiri nu se oprește aici, în continuare a mai scris Noile cronici ale vampirilor, serie care cuprinde doar două cărți momentan: Pandora (1998), Vampirul Vittorio (2001).